# سعادت‌آباد (کرمان)
سعادت‌آباد، روستایی است از توابع بخش مرکزی شهرستان کرمان در استان کرمان ایران
asatad@

## جمعیت
این روستا در دهستان اختیارآباد  قرار داشته و براساس آخرین سرشماری مرکز آمار ایران که در سال ۱۳۸۵ صورت گرفته، جمعیت آن  ۹۱۷نفر (۲۳۸خانوار) بوده‌است.
این روستا در مسیر بزرگراه کرمان باغین قرار دارد و به دلیل اشتباه مرسوم لفظی سات آباد شناخته می‌شود.